# Зіґмас Зінкявічюс
Зіґмас Зінкявічюс (лит. Zigmas Zinkevičius; 4 січня 1925, Укмергський район, Литва — 20 лютого 2018, Вільнюс, Литва) — провідний литовський мовознавець-історик, професор Вільнюського університету, повний член Академії наук Литви. Зробив значний внесок в дослідження з історії мов та ономастики. Лауреат премії Гердера 1994 року. Автор 30 наукових книг та кількох сотень наукових публікацій на різних мовах.

## Біографія
Після закінчення гімназії в Укмерге 1945 року, поступив до Вільнюського університету. Там вивчав лінгвістику до 1950 року. 1955 року захистив кандидатську дисертацію «Lietuvių kalbos įvardžiuotinių būdvardžių istorijos bruožai» (Історичні ознаки прикметникових займенників у литовській мові). З 1956 по 1962 рік був деканом Факультету історії та філології Вільнюського університету. Разом з колегами затвердив нову класифікацію діалектів литовської мови. 1966 року захистив докторську дисертацію на тему «Lietuvių dialektologija» (Литовська діалектика), а через два роки став професором. 1973 року очолив відділ литовської мови Вільнюського університету, а 1988 року був керівником відділу балтійської філології.
1982 року став членом Шведської королівської академії історії літератури і старожитностей, 1991 року — Норвезької академії наук, 1995 року — Академії наук Латвії та Литовської Католицької наукової академії. Вільно володів такими мовами як англійська, німецька, російська, польська, українська, білоруська та французька. Вважається найбільш цитованим литовським мовознавцем.

## Політична діяльність
Зінкявічюс працював міністром освіти та науки в уряді Ґядімінаса Вагнорюса. Був членом Литовської християнсько-демократичної партії, лідером якої став 1999 року. З 2000 по 2004 рік був депутатом сейму. Також був членом Національного комітету з мови. Видав книгу спогадів «Kaip Aš Buvau Ministru» (Як я був міністром).

## Премії та нагороди
- Національна премії за розвиток, 2007
- Орден Великого князя Литовського Гедиміна, 1995
- Премія імені Казим'єраса Буґи Академії наук Литви, 1995
- Премія Гердера, 1994